# Dhammapada
Das Dhammapada (Sanskrit  धर्मपद dharmapada) (Pali dhammapada) ist eine Anthologie von Aussprüchen des Siddhartha Gautama. Dabei sind die Verse so ausgewählt, dass sie den Kern der Lehre des Buddha wiedergeben. Es ist einer der bekanntesten Texte dieser Lehre und findet seine weiteste Verbreitung im südlichen Buddhismus (Theravada). Dort begleitet es die Schüler des Buddha vom Anfang bis zum Ende ihres Pfades. Darüber hinaus ist es ein Meisterwerk sowohl der frühen buddhistischen Literatur als auch der indischen Tradition des Kāvya (Belle Lettre).
Das Dhammapada wurde wohl auf dem zweiten buddhistischen Konzil im Jahr 383 v. Chr. in den Palikanon unter den Kurzen Texten (Khuddaka-Nikaya) aufgenommen und damit verschriftlicht. Er enthält 423 Verse.

## Form
Der Tradition des Kāvya folgend geht es darum, den Inhalt durch poetische Mittel auch auf emotionaler Ebene zu vermitteln. Die einzelnen Verse sind locker unter verschiedenen Überschriften zusammengefasst wie: Achtsamkeit, der Geist, Blüten, das Alter, Narren, Elefanten etc. Dies soll die Lektüre abwechslungsreich und unterhaltsam machen.

## Inhalt
Ziel der Lehre Buddhas ist das Erlangen von Glück und Freude sowohl in diesem Leben, als auch über dieses Leben hinaus. Entsprechend werden im Dhammapada Verhaltensratschläge gegeben. Gleich im ersten Vers heißt es, dass Glück und Leid von unserer Geisteshaltung abhängen:

„Den Dingen geht der Geist voran; der Geist entscheidet:

Kommt aus getrübtem Geist dein Wort und dein Betragen.

So folgt dir Unheil, wie dem Zugtier folgt der Wagen.“

Im Folgenden wird dann der achtsame Weise auf vielfältige Art dem ungeschickten Narren gegenübergestellt, der sein eigenes Unglück bewirkt.
Buddha hat ausschließlich mündlich gelehrt. Daher sind die Sprüche des Dhammapada sehr unterschiedlich und davon abhängig, mit wem er gerade sprach. Seine Rätschläge an eine große Mönchsversammlung waren allgemeiner als die an einen einzelnen Laien, dem er einen konkreten Rat gab. Viele Verse sind daher direkt verständlich, andere tragen einen tieferen Sinn, der sich nur dem Übenden erschließt, wiederum andere sind ohne Kommentar schwer verständlich. Der große Kommentar zum Dhammapada von Buddhaghosa aus dem 5. Jahrhundert findet sich in der Übersetzung von Nyanatiloka Mahathera.

### Gliederung
| Nummerierung | Einzelne Kapitel Titel in Pali | Titel in Pali-Transliteration | Titel in Deutsch nach Easwaran |
| ------------ | ------------------------------ | ----------------------------- | ------------------------------ |
| I.           | यमकवग्गो                         | Yamaka-vaggo                  | Zwillingsverse                 |
| II.          | अप्पमादवग्गो                       | Appamāda-vaggo                | Wachsamkeit                    |
| III.         | चित्तवग्गो                         | Citta-vaggo                   | Das Denken                     |
| IV.          | पुफ्फवग्गो                         | Puppha-vaggo                  | Blumen                         |
| V.           | बालवग्गो                          | Bāla-vaggo                    | Der Unreife                    |
| VI.          | पण्डितवग्गो                        | Paṇḍita-vaggo                 | Der Weise                      |
| VII.         | अरहन्तवग्गो                       | Arahanta-vaggo                | Der Heilige                    |
| VIII.        | सहस्सवग्गो                        | Sahassa-vaggo                 | Tausende                       |
| IX.          | पापवग्गो                          | Pāpa-vaggo                    | Das Böse                       |
| X.           | दण्डवग्गो                         | Daṇḍa-vaggo                   | Strafe                         |
| XI.          | जरावग्गो                          | [[Jaramarana\|Jarā]]-vaggo    | Das Alter                      |
| XII.         | अत्तवग्गो                         | Atta-vaggo                    | Das Selbst                     |
| XIII.        | लोकवग्गो                          | Loka-vaggo                    | Die Welt                       |
| XIV.         | बुद्धवग्गो                         | Buddha-vaggo                  | Der Erwachte                   |
| XV.          | सुखवग्गो                          | Sukha-vaggo                   | Freude                         |
| XVI.         | पियवग्गो                          | Piya-vaggo                    | Übers Vergnügen                |
| XVII.        | कोधवग्गो                          | Kodha-vaggo                   | Über Zorn                      |
| XVIII.       | मलवग्गो                          | Mala-vaggo                    | Über Verunreinigung            |
| XIX.         | धम्मट्ठवग्गो                       | Dhammaṭṭha-vaggo              | Der im Dharma Gegründete       |
| XX.          | मग्गवग्गो                         | Magga-vaggo                   | Der Pfad                       |
| XXI.         | पकिण्णकवग्गो                       | Pakiṇṇaka-vaggo               | Verschiedenerlei Verse         |
| XXII.        | निरयवग्गो                         | Niraya-vaggo                  | Die Abwärtsbahn                |
| XXIII.       | नागवग्गो                          | Nāga-vaggo                    | Der Elephant                   |
| XXIV.        | तण्हावग्गो                         | [[Taṇhā\|Taṇhā]]-vaggo        | Das Begehren                   |
| XXV.         | भिख्खुवग्गो                         | Bhikkhu-vaggo                 | Der Bhikshu                    |
| XXVI.        | ब्राह्मणवग्गो                       | [[Brahman\|Brāhmaṇa]]-vaggo   | Der Brāhmane                   |